# أندرو روبرت مكلينان
أندرو روبرت مكلينان هو سياسي كندي، ولد في 11 يوليو 1871 في كندا، وتوفي في 9 أبريل 1943. حزبياً، نشط في الحزب الليبيرالي الألبرتي والحزب الليبرالي الكندي. وقد انتخب عضو الجمعية التشريعية ألبرتا.